# Marian Zimałek
Marian Kazimierz Zimałek (* 9. Mai 1931 in Maków, Polen; † 12. November 2008 in Sandomierz, Polen) war römisch-katholischer Weihbischof in Sandomierz.

## Leben
Marian Kazimierz Zimałek trat 1948 in das Seminar in Sandomierz ein. Er empfing die Priesterweihe am 29. Mai 1955 für das damalige Bistum Sandomierz-Radom in der Kathedrale von Sandomierz durch Bischof Jan Kanty Lorek. Anschließend studierte er Kanonisches Recht und wurde 1959 an der Katholischen Universität Lublin zum Dr. iur. can. promoviert. Er war zunächst für die bischöfliche Präfektur tätig, später Direktor der Abteilung Pastoral. 1972 wurde er Professor am Priesterseminar in Sandomierz, ab 1973 Subregens und ab 1976 Regens.
1987 wurde er von Papst Johannes Paul II. zum Titularbischof von Isola ernannt und zum Weihbischof im Bistum Sandomierz-Radom bestellt. Die Bischofsweihe spendete ihm der Warschauer Erzbischof Józef Kardinal Glemp am 8. Mai 1987. Mitkonsekratoren waren Edward Henryk Materski, Bischof von Sandomierz, und Piotr Hemperek, Weihbischof in Lublin. Sein Wahlspruch war Spem alere. 1992 wurde er zudem Generalvikar des Bistums, vom 25. März bis 28. April 1992 war er Apostolischer Administrator des Bistums Sandomierz.
Sein altersbedingtes Rücktrittsgesuch nahm Benedikt XVI. am 29. Dezember 2007 an. Zimałek starb nach langer Krankheit im November 2008.